# بافندگی دایره‌ای

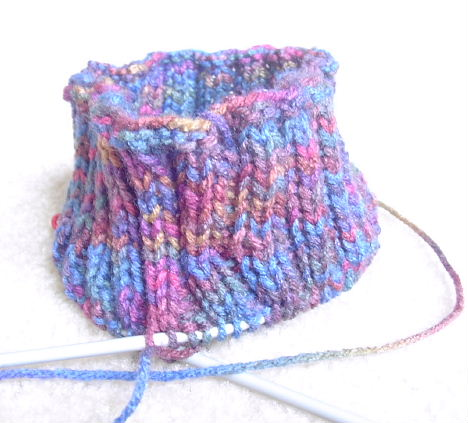
بافندگی با استفاده از یک سوزن دایره ای.

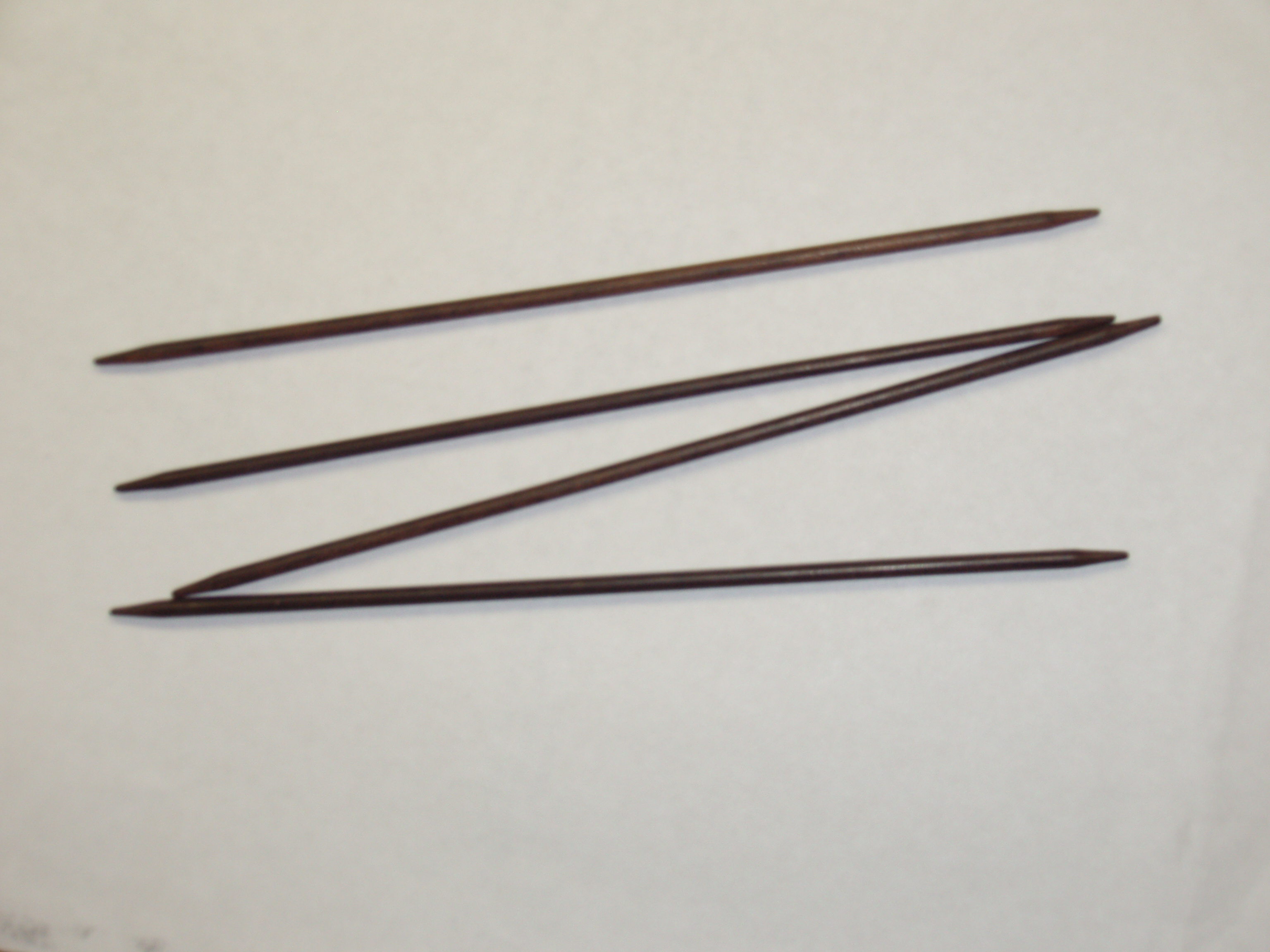
چهارعدد سوزن بافندگی دوطرفه.

بافندگی دایره ای (به انگلیسی: Circular knitting) نوعی روش بافندگی است که یک لوله بدون درز ایجاد می‌کند. کار برای ایجاد یک دور با کوک زدن شروع می‌شود، مانند بافندگی تخت، اما سپس انتهای هر ردیف از کوک‌ها دوباره به ابتدای آنها اتصال داده می‌شود تا یک دایره ایجاد گردد. بافندگی در این حالت ساخت دور می‌باشد، معادل ردیف در بافندگی تخت، که با تشکیل این دورها، و ایجاد یک مارپیچ، لوله ایجاد می‌گردد.
در گذشته، بافندگی دایره ای با استفاده از یک مجموعه چهار یا پنج سوزنه دو طرفه انجام می‌شد. امروزه، بافنده‌ها غالباً از یک سوزن مدور استفاده می‌کنند، که شبیه یک جفت سوزن کوتاه بافندگی است که توسط کابل به هم متصل شده‌اند. بافندگی دایره ای را می‌توان با دستگاه‌های بافندگی نیز انجام داد: می‌توان یک ماشین دو تخته را طوری تنظیم کرد که از یک جهت روی تخت جلوی آن گره بخورد و سپس در برگشت تخت عقب آن ایجاد شود که این لوله را ایجاد می‌کند. ماشین‌های بافندگی مخصوص جوراب بافی از سوزن‌های قلاب دار جداگانه برای ساختن هر کوک در یک قاب گرد استفاده می‌کنند.
بسیاری از انواع ژاکت‌ها به‌طور سنتی به صورت گرد بافته می‌شوند. دهانه‌های مورد نیاز (سوراخ‌های بازوها و گردن) به‌طور موقت با کوک‌های اضافی گره خورده و در صورت لزوم تقویت می‌شوند. سپس کوک‌های اضافی برش داده می‌شود تا دهانه ایجاد شود و با چرخ خیاطی دوخته می‌شود تا از پیچ خوردگی جلوگیری کند. این تکنیک را استیکینگ می‌گویند.